# Кандавская волость
Ка́ндавская во́лость (латыш. Kandavas pagasts) — одна из семи территориальных единиц Кандавского края Латвии. Находится в центральной части края. Граничит с городом Кандава, Ванской, Земитской, Маткульской и Церской волостями своего края, Абавской, Вирбской и Страздской волостями Талсинского края, а также с Пурской и Яунсатской волостями Тукумского края.
Крупнейшими населёнными пунктами волости являются сёла: Бебрупе, Валдеки, Айздзире, Румене. Администрация волости находится в городе Кандава, являющемся самостоятельной территориальной единицей.
В Кандавской волости находятся сохранившиеся постройки имений Валдекю и Руменес.
Через Кандавскую волость проходят автомобильная дорога A10 Рига — Вентспилс, являющейся частью европейского маршрута E 22 и региональная автодорога P130 Лигас — Кандава — Веги.
По территории волости протекают реки Абава, Крачупите, Меллупите, Лигупе.

## История
В 1935 году площадь Кандавской волости Туккумского уезда составляла 180 км².
В 1945 году в волости были созданы Кандавский, Айздзирский, Дайгонский и Лиговский сельские советы. После отмены в 1949 году волостного деления Кандавский сельсовет входил в состав Тукумского района.
В 1957 году Кандавский и Лиговский сельсоветы были присоединены к городу Кандаве и составили новообразованную Кандавскую сельскую территорию. В 1961 году часть Кандавской сельской территории была присоединена к Айздзирскому сельскому совету. В 1975 году к Кандавской сельской территории были присоединены части Айздзирского и Пурского сельских советов, с последующим в 1977 году возвратом присоединённой части Айздзирского сельсовета..
В 1990 году Айздзирский сельсовет был реорганизован в волость. В 1991 году Айздзирская волость была переименована в Кандавскую. В 1996 году Кандавская и Церская волости были присоединены к Кандаве и вторично образовали Кандавскую сельскую территорию. В 1997 году к Кандавской сельской территории были присоединены Маткульская и Земитская волости. В 1999 году город Кандава со своей сельской территорией были реорганизованы в Кандавскую волость.
В 2009 году, по окончании латвийской административно-территориальной реформы, Кандавская волость, вновь выделенная в самостоятельную единицу, вошла в состав Кандавского края.